# آلان راس اندرسون
آلان راس اندرسون (۱۹۲۵ – ۱۹۷۳) یک منطق‌دان آمریکایی و استاد فلسفه دانشگاه ییل و دانشگاه پیتسبورگ بود. وی با همکاری نوئل بلهپ در ایجاد منطق تناسب و منطق تکلیفی بسیار نقش‌آفرین بود. اندرسون در ۴۸ سالگی بر اثر سرطان درگذشت.

## منطق تناسب
اندرسون معتقد بود که شرط یک استنباط باید با فرض ربطی داشته باشد (متناسب باشد). به‌طور کلی، وی این «تناسب وضعیت» را بدین گونه تعریف کرد:
A به شرط B تنها اگر A و B حداقل در یک ثابت غیرمنطقی مشترک باشند.
با وجود آنکه این تعریف ساده به نظر می‌رسد، پیاده‌سازی آن بر روی یک سیستم صوری تقسیم‌بندی فوق‌العاده‌ای را از معناشناسی و منطق کلاسیک طلب می‌کند. اندرسون و بلهپ (به کمک جی. مایکل دان، کیت فاین، السدیر اورکهارت، رابرت کی. میر، آنیل گوپتا و دیگران) یک تابع صوری از تناسب وضعیت را کشف کردند.
اندرسون و بلهپ به سرعت دریافتند که مفهوم تناسب از دوران ارسطو پایهٔ اصلی منطق بوده اما از زمانی که گوتلوب فرگه و جرج بول اساس منطقی را (که از قضا «کلاسیک» نامیده می‌شود) ایجاد کردند، بی‌دلیل نادیده گرفته شده‌است.

## فلسفهٔ منطق
اندرسون به افلاطونی (یا واقع‌گرایی یا یگانه‌گرایی) در منطق معروف بود؛ به «تنها منطق صحیح» باور داشت و ادعا می‌کرد این تنها منطق صحیح، تناسب است.